# مخطط علم اللغويات
علم اللغويات هو الدراسة العلمية للغة الطبيعية. يطلق على الشخص الذي يشترك في هذه الدراسة اسم لغوّي. ويمكن أن يكون علم اللغويات إما نظري أو مطبّق.

## فروع علم اللغويات
المجالات الفرعية لعلم اللغويات
·        لسانيات نظرية – دراسة اللغة كشيء مجرد
·        اللغويات المعرفية – منهج يهدف إلى تفسير قواعد اللغة في معرفة عامة
·        النحو التوليدي – منهج يهدف إلى تفسير قواعد اللغة في نموذج لغوي مخصص
·        الشكليات ( علم اللغويات) -  نظرية اللغة كنظام رسمي مع قواعد رياضية منطقية وقواعد رسمية
·        لغويات وظيفية – اللغة كما هي مستخدمة ونتائج استخدامها
·        لسانيات كميّة – دراسة قواعد اللغة الكميّة ونظريات عامة مماثلة
·        علم الأصوات اللغوية – استخدام الأصوات الملفوظة وقواعد الأصوات لتشكيل اللغة
·        علم النحو – صحة القواعد التي تحكم بناء الجملة
·        علم دلالة الألفاظ – دراسة المعنى كما هو مشفّر في القواعد
·        علم التأويل – دراسة كيف يستطيع السياق أن يسهم في المعنى
المجالات الفرعية، التي تم دراستها من ناحية بنائية لغوية
مجالات فرعية للغويات تركّز على البناء، وتشمل:
·       الصوتيات - دراسة الخصائص الطبيعية للخطاب أو إنتاج ومفهوم (مُشار إليه)
·       علم الأصوات اللغوية - دراسة الأصوات والإشارات كعناصر مجردة ومستقلة في عقل المتحدث الذي يفرّق المعنى
·       علم التصريف – دراسة البنيات الداخلية للكلمات وكيف يمكن تعديلهم
·       علم النحو – دراسة كيفية اندماج الكلمات لتشكّل جمل قواعدية
·       علم دلالة الألفاظ – دراسة معنى الكلمات (علم المعاني اللغوي) وتركيبات كلمة محددة (علم العبارات) وكيف يتم تنظيم هؤلاء لتشكيل معاني الجمل
·       علم التأويل – دراسة كيفية استخدام الأقوال في الأفعال اللغوية والدور الذي يلعبه السياق والمعرفة غير اللغوية في نقل المعنى
·       تحليل الخطاب – تحليل استخدام اللغة في النصوص ( محكية أو مكتوبة أو مشارة)
·       تصنيف اللغات نمطيًا – دراسة مقارنة للاختلافات والتشابهات بين تراكيب اللغة في لغات العالم
المجالات الفرعية، التي تم دراستها من ناحية عوامل غير لغوية
·       لغويات تطبيقية – دراسة المشاكل المتعلقة باللغة والمطبقّة في الحياة اليومية، ولا سيما السياسات اللغوية والتخطيط والتعليم ( اللغة المصطنعة تندرج تحت اللغويات التطبيقية)
·       علم اللغة النمائية -  دراسة تطوّر القدرة اللغوية عند الأفراد، وخصوصًا اكتساب اللغة في مرحلة الطفولة
·       لغويات تطوريّة – دراسة نشأة تطوّر اللغة وما تلاها من قبل الجنس البشري
·       علم اللسانيات التاريخي- دراسة تغيّر اللغة على مر الزمان وكما يطلق عليه أيضًا علم دراسة الظواهر اللغوية
·       جغرافيا لغوية – دراسة التوزيع الجغرافي للغات والصفات اللغوية
·       لغويات عصبية – دراسة التراكيب في دماغ الإنسان التي تكمن وراء القواعد والتواصل
·       علم اللغة النفسي – دراسة الأساليب والتمثيلات المعرفية الكامنة وراء استخدام اللغة
·       لسانيات اجتماعية – دراسة التنوّع في اللغة وعلاقته بالعوامل الاجتماعية
·       الأسلوبية – دراسة العوامل اللغوية التي تضع الخطاب في السياق

## مجالات ذات علاقة
·        علم العلامات – يحقق في العلاقة بين الإشارات وماذا تعني على نطاق واسع أكثر. من وجهة نظر علم العلامات، يمكن أن يُنظر إلى اللغة كإشارة أو رمز مع العالم ممثلة له
·        الاصطلاح – دراسة المصطلحات واستخدامها
·        علم المصطلحات – دراسة مفردات مختصة
·       فلسفة اللغة – تأخذ منهج فلسفي للغة. يعّد فلاسفة علم الدلالة فلاسفة اللغة والذين يختلفون عن فلاسفة علم الدلالة اللغوي في الافتراضات ميتافيزيقية ( إن وجد هذا  الاختلاف )
·    المنطق الفلسفي

## تاريخ علم اللغويات
جدول زمني لاكتشاف بعض المفاهيم اللغوية الأساسية
متى تم وصف المفاهيم الأساسية ومن قبل من؟
·       نحاة اللغة السنسكريتية القديمة
·       الدراسة اليونانية القديمة للغة
·       التفسيرات الرومانية للدراسة الإغريقية
·       أعمال فلسفية في العصور الوسطى للاتينية
·       بدايات علم اللغويات الحديثة في القرن التاسع عشر
·       السلوكية و فرضيات تابولا رازا العقلية
·       تشومسكي والثورية الإدراكية
·       الحروب اللغوية
·       علم الدلالة المنهجي التركيبي والذي نشأ عن أعمال ريتشارد مونتاغيو و بربرا بارتي
·       تطوّر الأنظمة النحوية البديلة في الثمانينات
·       غدّو اللغويات المحوسبة معقولة في آخر الثمانينات
·       اللغويات العصبية والأساسيات الحيوية للإدراك
·        التعلم العميق في 2010

## أسئلة في اللغويات
1.     ما هي اللغة؟
2.     كيف تطورت وكيف تتطور؟
3.     كيف تخدم اللغة كوسيلة للتواصل؟
4.     كيف تخدم اللغة كوسيلة للتفكير؟
5.     ما هو الشيء المشترك بين جميع اللغات؟
6.     كيف تختلف اللغات؟
المصادر
 اللغويات